# Dwergwolzwever
De dwergwolzwever (Phthiria pulicaria) is een vliegensoort uit de familie van de wolzwevers (Bombyliidae). De wetenschappelijke naam van de soort is voor het eerst geldig gepubliceerd in 1796 door Johann Christian Mikan.
Deze soort komt voor in Europa, met inbegrip van het Europees deel van Rusland (noordelijk tot in de Oblast Leningrad), Midden-Azië, Klein-Azië en Noord-Afrika.